# Błękitny ptak (anime)
Błękitny ptak (jap. メーテルリンクの青い鳥 チルチルミチルの冒険旅行 Maeterlinck no Aoi Tori: Tyltyl Mytyl no Bōken Ryokō; ang. Maeterlinck's Blue Bird: Tyltyl and Mytyl's Adventurous Journey ) – japoński serial animowany z 1980 roku w reżyserii Hiroshiego Sasagawy powstały na podstawie sztuki Maurice’a Maeterlincka pt. „Niebieski ptak”. 

## Obsada (głosy)
- Mami Koyama jako Mytyl
- Tōru Furuya jako Tyltyl

## Wersja Polska
W Polsce serial został wydany na VHS. Była to wersja skrócona, zmontowana z odcinków serialu.
- Dystrybucja VHS: Film Polski Vision[1][2][3]